# Stefan Cernohuby

Stefan Cernohuby, 2022

Stefan Cernohuby (* 15. April 1982 in Wien) ist ein österreichischer Autor, Herausgeber und Redakteur.

## Leben und Werk
Stefan Cernohuby machte im Jahr 2000 seine Matura und studierte danach Elektronik am Technikum Wien. Nach seinem Abschluss war er einige Jahre beruflich im Ausland tätig. Danach zog er wieder zurück nach Wien, wo er im Bereich Softwarequalitätsmanagement tätig ist.
Seit dem Studium ist er für unterschiedliche Medien als Redakteur tätig. Unter anderem war er leitender Redakteur des Magazins SpielxPress. Heute ist er immer noch für die Onlinezeitschrift literaturkritik.de tätig, sowie Chefredakteur der Redaktionen Janetts Meinung und Das Bücherkarussell.
Seine erste Kurzgeschichte veröffentlichte er im Jahr 2008, seine erste Anthologie als Herausgeber erschien 2010. Seitdem hat er über 10 Anthologien herausgegeben. 2018 erweiterte er sein Spektrum um Heftromane, der erste Roman erschien 2020. Er gehört den Geschichtenwebern an, einem Zusammenschluss aus Autorinnen und Autoren, die gemeinsam Literaturprojekte realisieren.
Er ist Mitglied im Phantastik-Autor*innen-Netzwerk PAN. Seit 2019 ist er auch dessen zweiter Vorsitzender.

## Preise und Nominierungen
- 2011: Shortlist-Nominierung Deutscher Phantastik Preis für die Anthologie Von Feuer und Dampf[5]
- Encouragement Award der European Science Fiction Society 2013[6]
- 2015: Shortlist-Nominierung Deutscher Phantastik Preis für die Anthologie Dampfmaschinen und Rauchende Colts[7]
- 2022: Gewinn des Skoutz-Award für die Anthologie Wundersame Haustiere und wie man sie überlebt[8]
- 2023: Nominierung als Best Promoter in der Kategorie Hall of Fame Award der European Science Fiction Society[9]
- 2024: Nominierung als Best Promoter in der Kategorie Hall of Fame Award der European Science Fiction Society[10]

## Romane und Heftromane
- Aufstand der Betrogenen (Der Loganische Krieg 1), Wurdack Verlag, 2018 (E-Book), ISBN 978-3-95556-140-6.
- Blutige Monde (Der Loganische Krieg 5), Wurdack Verlag, 2018 (E-Book), ISBN 3-95556-144-5.
- Der Loganische Krieg – Sammelband 1, Wurdack Verlag, 2018, ISBN 978-3-95556-149-9.
- Gefangen im Dilemma, (Der Loganische Krieg 7) zusammen mit Katherina Ushachov, Wurdack Verlag, 2018 (E-Book), ISBN 978-3-95556-146-8.
- Der Loganische Krieg – Sammelband 2, Wurdack Verlag, 2018, ISBN 978-3-95556-149-9.
- Tabula Rasa (Der Loganische Krieg 9), Wurdack Verlag, 2019 (E-Book), ISBN 978-3-95556-148-2.
- Der Loganische Krieg – Sammelband 3, Wurdack Verlag, 2019, ISBN 978-3-95556-151-2.
- Die Geister der Vergangenheit (Die neunte Expansion 22), Wurdack Verlag, 2020, ISBN 978-3-95556-131-4.
- Im Auge der Leere, zusammen mit Melanie Vogltanz, Plan9 Verlag, 2023, ISBN 978-3-948700-70-6.

## Werke als Herausgeber und Mitautor
- Von Feuer und Dampf, Arcanum Fantasy Verlag, 2010, ISBN 978-3-939139-13-3 (Neuauflage 2013, ISBN 978-3-939139-18-8).
- Der Fluch des Colorado River (mit Wolfgang Schroeder), Verlag Torsten Low, 2011, ISBN 978-3-940036-11-7.
- Dampfmaschinen und Rauchende Colts (mit Wolfgang Schroeder), Verlag Torsten Low, 2014, ISBN 978-3-940036-27-8.
- Fundbüro der Finsternis, p.machinery, 2015, ISBN 978-3-939139-21-8.
- Die Rache der Feder (mit Navina Kleemann), Arcanum Fantasy Verlag, 2015, ISBN 978-3-939139-21-8.
- Das Dimensionstor (mit Nadine Muriel), Amrûn Verlag, 2017, ISBN 978-3-95869-559-7.
- Die Hilfskräfte – Die wahren Herren des Dungeons als S.A. Cernohuby (mit T.S. Orgel und A.S. Bottlinger), Amrûn Verlag, 2018, ISBN 978-3-95869-354-8.
- Dampf über Europa (mit Gerd Scherm), Arcanum Fantasy Verlag, 2018, ISBN 978-3-940928-19-1.
- Das Cadvendarium – Neues aus der Wunderkammer, Lysandra Books Verlag, 2020, ISBN 978-3-946376-65-1.
- Wundersame Haustiere und wie man sie überlebt, Lindwurm Verlag, 2021, ISBN 978-3-948695-23-1.
- Facetten der Zukunft, Ohneohren Verlag, 2022, ISBN 978-3-903296-49-7.
- Am Ende der Zeit (mit Constantin Dupien), Amrûn Verlag, 2023, ISBN 978-3-95869-535-1.
- Bestiae Mentis (mit Christina Löw), Edition Roter Drache, 2023, ISBN 978-3-96815-066-6.